# Venturia gelechiae
Venturia gelechiae là một loài tò vò trong họ Ichneumonidae.